# 수로왕비릉
수로왕비릉(首露王妃陵)은 가야 시대 수로왕의 왕비무덤이다. 대한민국 경상남도 김해시 구산동에 있다. 1963년 1월 21일 대한민국의 사적 제74호로 지정되었다.
인도 야유타국의 공주 허황옥의 무덤으로, 커다란 원형 토분만 덩그렇게 남아 있다. 능의 전면에는 장대석(長大石)으로 축대를 쌓고 주위에는 얕은 돌담을 둘렀다. 능 앞에는 1647년(인조 25) 수축 때 세운 “가락국수로왕비 보주태허씨지릉”이라고 새긴 능비가 서 있다.

## 개요
가야의 시조 수로왕의 왕비무덤이다.
『삼국유사』「가락국기」에 의하면, 왕비는 성이 허(許), 이름은 황옥(黃玉)으로 알려져 있으며, 원래 인도 아유타의 공주로 16세에 배를 타고 와서 수로왕의 왕비가 되었다고 한다. 9명의 왕자를 낳았는데, 그 중 2명에게 왕비의 성인 허씨 성을 주어 지금도 그 후손이 이어져 오고 있다고 한다.
높이 5m 정도의 원형 봉토무덤으로서, 무덤의 밑부분에 특별한 시설은 없다. 무덤 주위에는 얕은 돌담을 4각형으로 둘러 무덤을 보호하고 있으며, 앞 쪽에는 긴 돌을 사용하여 축대를 쌓았다. 중앙에는 비석이 세워져 있는데, ‘가락국수로왕비 보주태후허씨릉(駕洛國首露王妃 普州太后許氏陵)’이라는 글이 2줄로 새겨져 있다.
무덤에 딸린 부속건물로는 숭보제·외삼문·내삼문·홍살문이 있으며, 보통 평지에 있는 무덤과는 다르게 언덕에 위치하고 있다. 무덤 앞에는 인도에서 가져왔다고 전하는 파사석탁의 석재가 남아 있다. 세종 28년(1446)에 수로왕릉과 함께 보호구역이 넓혀졌으며, 임진왜란 때 도굴되었다는 기록이 있다. 지금의 비석과 상석 등은 인조 25년(1641)에 다시 정비하면서 설치하였다고 한다.
왕릉에 비해서는 시설이 소박한 편이고 수로왕비릉이라고 오래전부터 전해져 왔으므로 수로왕릉과 비슷한 시기에 만들어졌다고 본다면, 내부의 구조는 널무덤(토광묘) 또는 돌덧널무덤(석곽묘)일 가능성이 높다.

## 갤러리

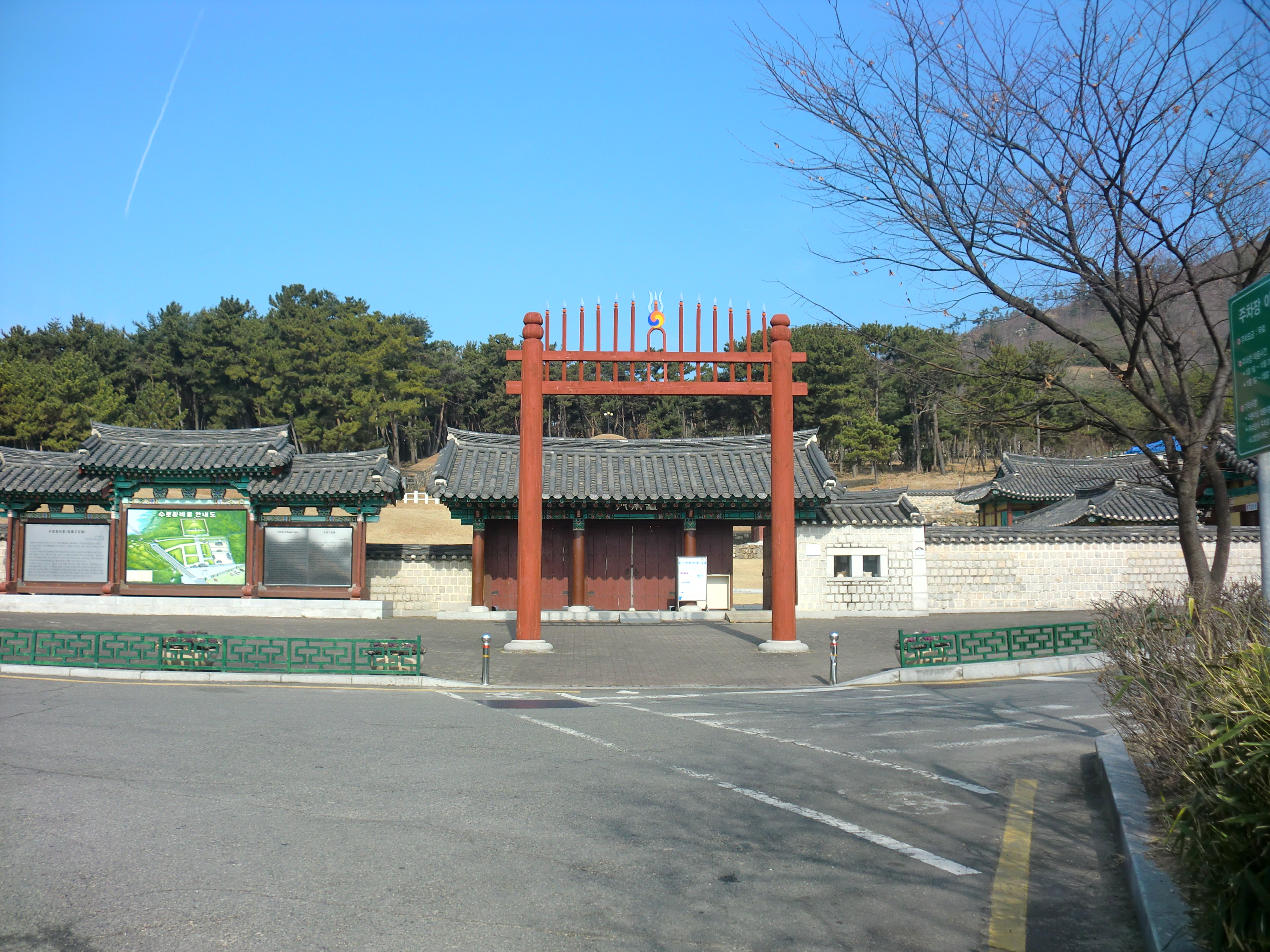
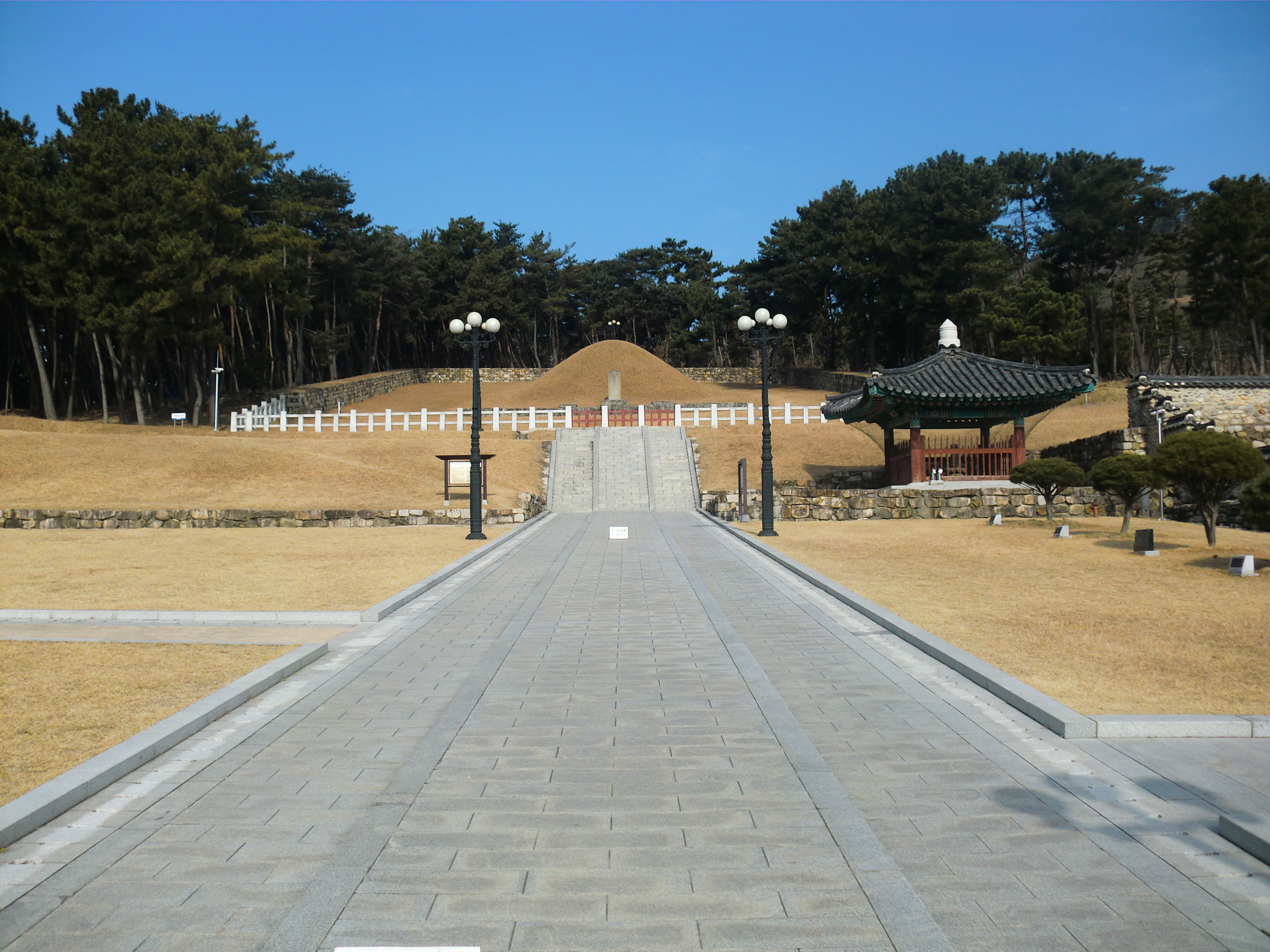

## 같이 보기
- 수로왕릉

## 참고자료
- 수로왕비릉 - 국가유산청 국가유산포털

 위키미디어 공용에 수로왕비릉 관련 미디어 분류가 있습니다.